# هزینه فرصت ۳۹۳۸۲
سیارک ۳۹۳۸۲ (به انگلیسی: 39382 Opportunity، نامگذاری:2696P-L) سی و نه هزار و سیصد و هشتاد و دومین سیارک کشف شده‌است که در ۲۴ سپتامبر ۱۹۶۰ کشف شد.